# The Shin
The Shin (georgiska: შინი) är ett georgiskt fusion jazz-band bildat i Tyskland 1998. De kommer att representera Georgien i Eurovision Song Contest 2014 tillsammans med Mariko Ebralidze.
Bandet består av Zaza Miminosjvili (gitarr, panduri), Zurab Dzj. Gagnidze (bas, sång) och Mamuka Gagnidze (sång, slagverk). The Shins musik kombinerar georgiska folkmelodier med jazz, inhemsk polyfonisång och toner från Främre Orienten med flamenco. 
I början på februari 2014 meddelade GPB, Georgiens statliga TV-bolag, att bandet kommer att tävla i Eurovision Song Contest 2014 med låten "Three Minutes to Earth".
Bandets namn, Shin, betyder på georgiska att komma hem.